# Чапа
Чапа — река в России, протекает по территориям Новинского сельского поселения и Кондопожского городского поселения Кондопожского района Карелии.
Река берёт начало из Чапозера. Впадает в губу Горская Повежа Онежского озера возле посёлка Горка. Длина реки — 10 км.

## Данные водного реестра
По данным государственного водного реестра России относится к Балтийскому бассейновому округу, водохозяйственный участок реки — Бассейн Онежского озера без рр. Шуя, Суна, Водла и Вытегра, речной подбассейн реки — Свирь (включая реки бассейна Онежского озера). Относится к речному бассейну реки Нева (включая бассейны рек Онежского и Ладожского озера).